# Biserica evanghelică din Apoș
Biserica evanghelică din Apoș este situată în satul Apoș, din comuna Bârghiș, județul Sibiu. Biserica a fost construită în secolul al XV-lea și figurează pe lista monumentelor istorice 2010 sub codul cod LMI SB-II-a-B-12313, cu următoarele obiective:
- Biserica evanghelică, sf. sec. XV - XVIII, codLMI SB-II-m-B-12313.01
- Turn-clopotniță, 1799, codLMI SB-II-m-B-12313.02

## Localitatea

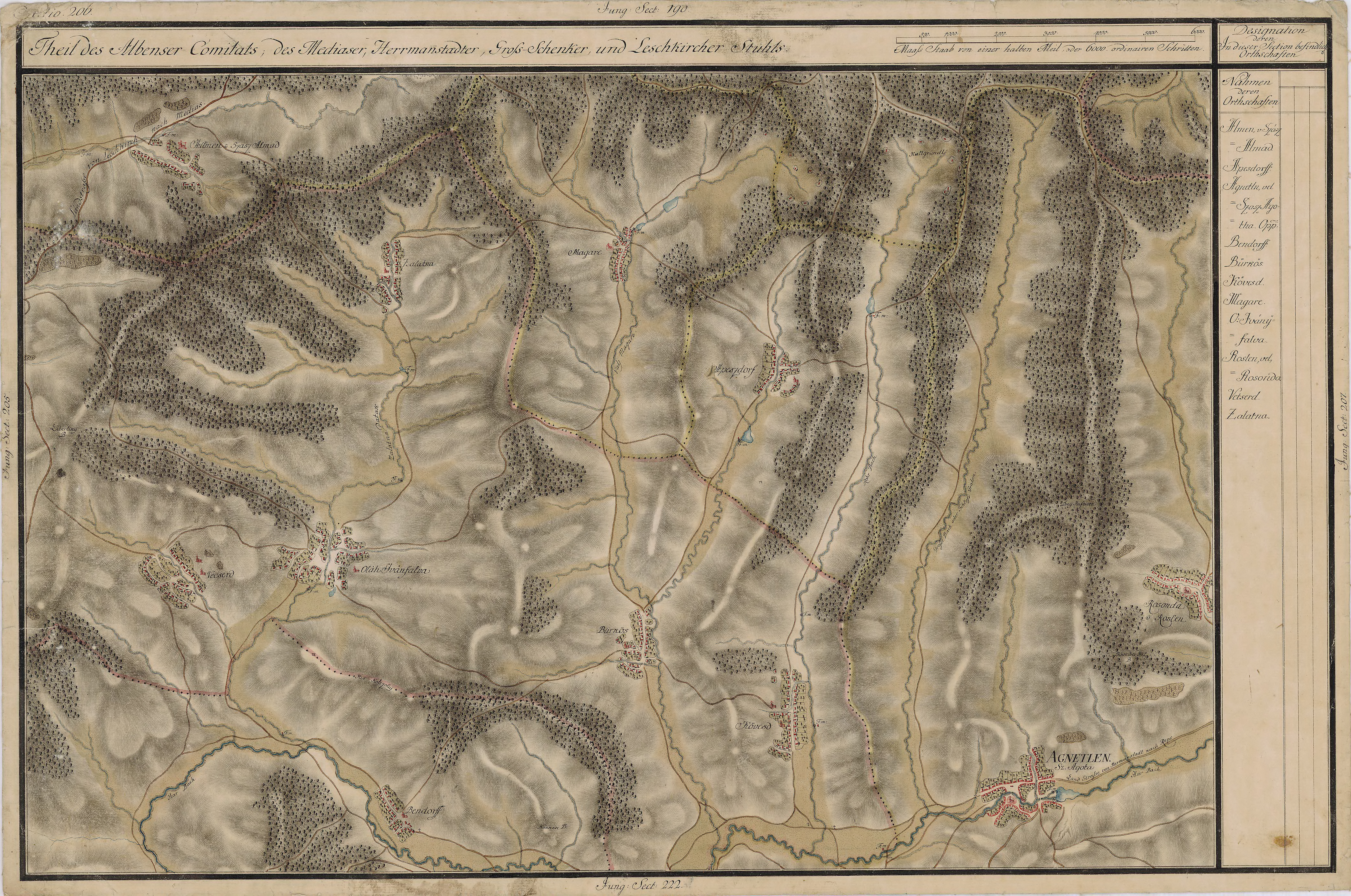
Apoş în Harta Iosefină a Transilvaniei, 1769-1773

Apoș, denumirea veche românească Aposdorf, (în dialectul săsesc Appesterf, Apestref, în germană Appesdorf, Abstdorf, în trad. "Satul Abatelui", în maghiară Szászapá Apátfalva, în latină Villa Abbatis) este un sat în partea de est a județului Sibiu,  în Podișul Târnavelor. Aparține de comuna Bârghiș.
Apoș este o localitate în județul Sibiu, Transilvania, România.
Așezarea, amplasată în Podișul Hârtibaciului, a fost locuită încă din epoca bronzului, fapt confirmat de o serie de descoperiri arheologice, între care o secure de luptă din serpentin, o altă secure, un inel răsucit în formă de șarpe, o seceră cu cârlig și două celturi, toate din bronz, precum și greutăți de țesut din lut și un ac de argint din epoca târzie a fierului.
Prima atestare documentară a localității datează din 1322, sub denumirea de Villa Abbatis.
În evul mediu, localitatea a fost posesiune a Mănăstirii cisterciene Cârța, fapt ce a dat toponimicul german Appesdorf (“Satul Abatelui”).

## Biserica
Biserica evanghelică, de tip biserică-sală, construită la începutul secolului al XV-lea în stil gotic, cu cor absidat poligonal sprijinit de contraforți. Turnul-clopotniță a fost construit mai târziu, în anul 1799. 